# Distrito de Peine
El Distrito de Peine (en alemán: Landkreis Peine) es uno de los Landkreis del este de Baja Sajonia, Alemania. Limita al oeste con la Región de Hannover, al norte con el distrito de Gifhorn, al oeste con la ciudad libre de Braunschweig y al sur con la ciudad libre de Salzgitter así como con distrito de Hildesheim. A través de su territorio fluye el río Fuhse y pasa el canal navegable Mittellandkanal.

## Ciudades y comunidades
(Habitantes a 31 de diciembre de 2005)
Comunidades
| 1. Edemissen (12.658) 2. Hohenhameln (9.741) 3. Ilsede (12.193) (Localización: Groß Ilsede) 4. Lahstedt (10.620) (Localización: Gadenstedt) | 1. Lengede (13.119) 2. Peine ciudad, capital del distrito (49.884) 3. Vechelde (16.230) 4. Wendeburg (10.136) |

## Distritos hermanados
- Powiat Opolski (distrito de Opole), Polonia